# Alexanderbaai
Alexanderbaai (Engels: Alexander Bay) is een dorp in de gemeente Richtersveld in de regio Klein Namakwaland in de Zuid-Afrikaanse provincie Noord-Kaap. De plaats ligt in de meest noordwestelijke hoek van Zuid-Afrika aan de grens met Namibië, bij de monding van de Oranjerivier in de Atlantische Oceaan op de zuidelijke oever. Aan de andere zijde van de rivier ligt de Namibische plaats Oranjemund. De plaats ligt 240 km verwijderd van Springbok, het administratieve centrum van Namakwaland. Alexanderbaai ligt in een gebied waar veel diamanten worden gevonden.

## Geschiedenis

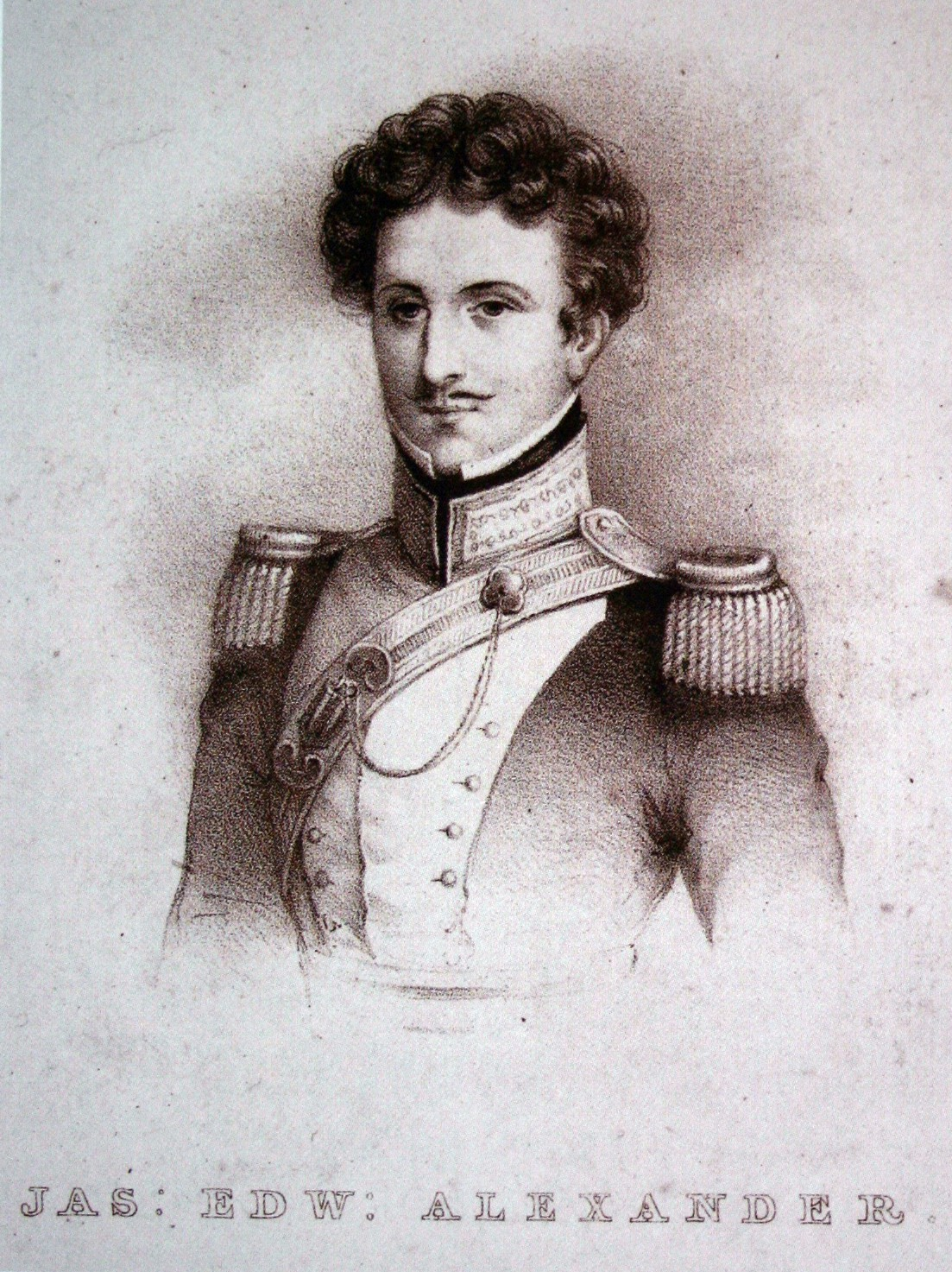
James Edward Alexander

In 1836 was Engelsman Sir James Edward Alexander de eerste persoon die het gebied in kaart bracht terwijl hij voor de Royal Geographical Society op een expeditie was in Namibië. De plaats is naar hem vernoemd. Bij de lokale bevolking bestaat de misvatting dat hij het was die begon met het delven, het op commerciële basis, van koper in de streek. Koper was echter wel de aanleiding tot het ontstaan van het dorp. De gedolven koper in de streek werd op vrachtschuiten hierheen gebracht waarna het werd overgeslagen in zeeschepen die in de baai lagen. Dit transportstelsel bleef in gebruik tot 1876 toen de smalspoorlijn van Okiep naar Port Nolloth in gebruik genomen werd. Hierna raakte Alexanderbaai tot 1926 in verval.
In 1925 had namelijk Dr. Hans Merensky alluviale (spoel-)diamanten ontdekt langs deze Westkust. Deze diamantreserves bleken de grootste reserves ter wereld te zijn. De vondst was zo groot dat de regering binnen een jaar het beheer moest overnemen en de gehele kuststrook tot bij Port Nolloth moest sluiten om te voorkomen dat de markt zou worden overstroomd met diamanten. Alexanderbaai werd bekend door zijn diamantwinning. Dit leidde tot een echte "diamant koorts" die op haar beurt leidde tot de "Diamantkust Rebellie van 1928". De plaats was een "hoog veiligheidsgebied" en vergunningen waren nodig om het gebied te betreden. Momenteel is dit niet langer het geval. 
Alexanderbaai stond er vroeger om bekend dat zij helemaal zelfvoorzienend was ten opzichte van groente en vruchten en vers water. Dit laatste werd gemaakt door het destilleren van zeewater.

## Verkeer en vervoer
De plaats Oranjemund ligt op de noordelijke oever van de Oranjerivier, die de internationale grens vormt met Namibië. De twee plaatsen zijn met elkaar verbonden via de "Harry Oppenheimer Brug".
Alexanderbaai bezit een vliegveld dat bekendstaat als Alexander Bay Airport.

## Natuur en klimaat
De Oranjerivier wetland is een erkend RAMSAR-gebied. Velden met groene en oranje korstmossen groeien op een heuvel nabij de afslag naar Alexanderbaai.
Doordat het ligt in de nabijheid van de zuidelijke uitlopers van de Namibwoestijn is het officieel ook de droogste plaats in Zuid-Afrika met een gemiddelde neerslag van minder dan 50 mm per jaar. De koude Benguela golfstroom in de Atlantische Oceaan heeft een matigend invloed op het kustklimaat met slechts kleine seizoensvariaties.